# Ród Oettingen
Ród Oettingen – szwabska rodzina szlachecka której, pierwszymi znanymi przodkami są Karolingowie, pierwsza wzmianka na ich temat pochodzi z 987.

## Geneza rodu
Nazwa rodu pochodzi od jego pierwszej jego posiadłości zamku Oettingen. Początkowo głowę rodu tytułowano tytułem „margrabią panem na zamku” (wzmiankowany po raz pierwszy w 1147 r.) Ludwik de Oettingen lub jego brat Chuno de Oettingen. Od XII do XIV wieku rodzina zdobyła ogromne terytoria we wschodniej Szwabii. Hrabiowie Oettingen posiadali również cesarskie miasto Nördlingen w dzisiejszej Bawarii i Badenii-Wirtembergii. W roku 1806 teren hrabstwa obejmował obszar około 850 km² i miał ok. 60 000 mieszkańców.

## Podziały
W 1418 roku doszło do pierwszego podziału ziem rodowych kolejne odbyły się w latach 1442 i 1485.
W 1522 roku doszło do podziału rodu na dwie linie:
- protestanckiej linii Oettingen-Oettingen, w 1674 roku otrzymała tytuł książęcy i wymarła w 1731;
- katolickiej linii Oettingen-Wallerstein, która otrzymała 5/12 terenu hrabstwa.

Linia Oettingen-Wallerstein w latach 1623/1694 podzieliła się na trzy linie:
- Oettingen-Baldern, wymarła w 1798 roku; jej ziemie przeszły na linię Oettingen-Wallerstein.
- Oettingen-Wallerstein, podniesiona do rangi książęcej w 1774 roku; otrzymała w roku 1731, po wygaśnięciu linii Oettingen-Oettingen, 2/3 jej posiadłości. Linia ta miała również prawo do ziem Wadern, którą sprzedała w 1803 roku Bawarii i Badenii-Wirtembergii. W posiadaniu rodziny są zamki, Baldern Wallerstein, a także zamek Harburg.
- Oettingen-Spielberg, podniesiona do rangi książęcej w 1734; otrzymała jedną trzecią posiadłości Oettingen-Oettingen. Na ich ziemiach znajdowało się pierwotne gniazdo rodu zamek Oettingen.

## Wybitni członkowie rodu
- Zygfryd von Oettingen, biskup Bambergu w 1237
- Fryderyk IV Oettingen, biskup Eichstätt (1383–1415)
- Magdalena von Oettingen (1473–1525), żona hrabiego Ulryka VII Montfort,
- Sabina von Oettingen, jedna z najbardziej reprezentatywnych twórców mody w NRD
- Maria Magdalena von Oettingen (1619–1688), żona Wilhelma I, margrabiego Baden-Baden
- Krystyna Luiza Oettingen (1671–1747), księżniczka zu Oettingen-Oettingen i przez małżeństwo księżna Brunswick-Wolfenbüttel i księżniczka Blankenburg
- Maria Anna von Oettingen-Spielberg (1693–1729), księżna Liechtensteinu
- Ernst Ludwig, książę Oettingen-Wallerstein (1791–1870), mąż stanu
- Eugeniusz książę Oettingen-Wallerstein (1885–1969), polityk